# ジャンフランコ・ゾラ
ジャンフランコ・ゾラ （Gianfranco Zola OBE, 1966年7月5日 - ）は、イタリア・サルデーニャ州オリエーナ出身の元プロサッカー選手。サッカー指導者。選手時代のポジションはミッドフィールダー、フォワード。愛称は「サルデーニャの魔法使い」、｢マラゾーラ｣、｢マジック・ボックス｣。

## 経歴

### クラブ
1984年、ヌオレーゼでキャリアをスタート。1989年にディエゴ・マラドーナが当時在籍していたセリエAのナポリに移籍、頭角を現す。その後移籍したパルマでは、ファウスティーノ・アスプリージャやディノ・バッジョらと共に中心選手として活躍。在籍期間中にセリエA制覇は成らなかったが、1994-95シーズンのUEFAカップ決勝、ユヴェントスとの第1戦でディノ・バッジョの得点をアシストするなど、優勝に貢献した。これらの活躍から1995年のバロンドールでは第6位に入った。
1996-97シーズンからカルロ・アンチェロッティ監督が就任すると、チームの中心は徐々に、アンチェロッティが獲得を熱望した、エンリコ・キエーザとなり、ベンチに追いやられるなど、アンチェロッティとの確執が原因で、イングランド・FAプレミアリーグのチェルシーに移籍した。加入初年度のFAカップ決勝、ミドルズブラ戦ではニュートンの得点をお膳立てし、優勝を果たすと。1997-98シーズンのUEFAカップウィナーズカップ決勝、シュトゥットガルト戦では決勝点を奪って、タイトル獲得に貢献した。ここでは7シーズンプレーし、312試合で80得点決めて、ファンを魅了するプレーを披露していた。
2003年、当時セリエBに所属していた地元サルデーニャ島のカリアリ・カルチョに移籍してイタリア復帰を果たし、同クラブのセリエA昇格の立役者となった。2004-2005シーズン終了後、現役引退を表明した。引退後、ピエルルイジ・カジラギの下で、U-21イタリア代表コーチを務めていた。
2008年9月、ウェストハムの監督に就任した。2009-10シーズンをもって解任された。
2014年12月24日、古巣カリアリ・カルチョの監督に就任。アシスタントコーチにはピエルルイジ・カジラギが就任した。
2016年12月14日、バーミンガム・シティFCの監督に就任した。2018-19シーズンには、古巣チェルシーのアシスタントコーチを務めていた。

### 代表
イタリア代表には1991年11月13日に行われたUEFA EURO '92予選のノルウェー代表戦でデビュー。当時、同ポジションだったロベルト・バッジョがいたが、怪我のためワールドカップ予選のレギュラーメンバーから外れており、ゾラが選出された。チームは1位で予選を通過したが、アメリカ合衆国で開催された1994 FIFAワールドカップ本戦では、怪我を抱えていたロベルト・バッジョがレギュラーメンバーに復帰し、サブメンバーとして帯同することになった。チームはグループリーグのアイルランド代表と勝ち点、得失点、得点差で同着となり首の皮一枚で決勝トーナメントに進出した。決勝トーナメント1回戦ナイジェリア代表戦においても後半残り22分、1点を追う展開で途中出場をするも12分後、主審の不可解な判定によって1発レッドの退場処分を受け、チームは最大の危機に陥った。しかし、同チームはロベルト・バッジョの活躍によって、決勝まで勝ち進んだ。決勝でもロベルト・バッジョは万全の状態でなかったが、ゾラが起用されるこは無かった。結果としてこれが唯一のワールドカップ出場となった。
大会後、バッジョが代表から外れたことで出場機会を得るようになり、UEFA EURO '96予選では中心選手として予選突破に貢献。1995年11月15日開催のリトアニア戦ではハットトリックで勝利をもたらし、イタリアはユーロ本大会への出場を決めた。1996年の本大会では、決勝トーナメント進出を賭けたドイツとの第3戦で、ペナルティキックを失敗しグループリーグ敗退した。1997年10月11日に行われた1998 FIFAワールドカップ・ヨーロッパ予選のイングランド戦が最後の試合出場となった。代表での通算成績は国際Aマッチ35試合出場10得点。

## エピソード
- 2003年にはチェルシー史上最高のプレーヤーに選ばれるなど、チェルシーサポーターから現在もなお絶大な支持を受けている[9]。チェルシーにて彼の付けていた背番号25番は公式な永久欠番とされてはいないものの、23-24シーズンにモイセス・カイセドが着用するまで彼の退団後にそれを付けた選手はいなかった。ジョン・テリーは「26」という、主力選手としては大きな背番号を背負い続けているが、これはかつて「25」を背負っていた彼への敬意であり、「もう一歩進めば、偉大なゾラに追いつける」という思いが込められている、と言われている。（後にこのエピソードはテリー本人によって否定されている。当時テリーが初めてファーストチームに入ったとき、空いている番号が「26」しかなかったため、テリーは「26」を選ぶしかなかった。また、レギュラーに定着してから背番号「5」や「6」を付けることを勧められたこともあったが、それを断り自身のラッキーナンバーとして「26」を背負い続けている[10]）
- チェルシーからカリアリに移籍直後、チェルシーがロマン・アブラモヴィッチに買収された。サポーターに愛されていたゾラをチェルシーに留めるため、アブラモヴィッチはカリアリ全体をも買収を試みた[11]。また移籍金の数十倍の小切手をカリアリに送りつけ、ゾラにも高額の年俸を保証するも、ゾラは「クラブ全体を買収されたらチェルシーに戻りますが、そうでない限りカリアリに留まります」と発言し、カリアリでプレーすることを表明した[12]。
- 2007年10月現在、チェルシーの公式サイトはトップページでFLASHとHTMLから選択するようになっているが、FLASH側は「ZOLA STYLE SITE」と銘打たれている。なお、HTML側は「JT STYLE SITE」。
- ロベルト・バッジオとプレースタイルが似ているとされていたが、代表チームで一度も揃ってスタメン出場したことは無かった[13]。
- 「PKよりもフリーキックのほうが簡単」という発言をしたとされていたが、インタビューでそのことを質問されると「PKの方がより簡単である。」と答えていた[13]。また2007年のインタビューで「PKを続けて外した一方でフリーキックを何本か決めていた時期に、「PKを蹴るときもフリーキックの壁が欲しい」とコメントしたのが、本当の内容だ」と語っている[14]。
- 自身が憧れた選手として、ディエゴ・マラドーナ、ミッシェル・プラティニ、ジーコの名前を挙げていた[13]。

## 個人成績

### クラブでの成績
| 国内大会個人成績 | 国内大会個人成績 | 国内大会個人成績 | 国内大会個人成績 | 国内大会個人成績 | 国内大会個人成績            | 国内大会個人成績 | 国内大会個人成績 | 国内大会個人成績 | 国内大会個人成績 | 国内大会個人成績 | 国内大会個人成績 |
| 年度             | クラブ           | 背番号           | リーグ           | リーグ戦         | リーグ戦                    | リーグ杯         | リーグ杯         | オープン杯       | オープン杯       | 期間通算         | 期間通算         |
| 年度             | クラブ           | 背番号           | リーグ           | 出場             | 得点                        | 出場             | 得点             | 出場             | 得点             | 出場             | 得点             |
| イタリア         | イタリア         | イタリア         | イタリア         | リーグ戦         | リーグ戦                    | イタリア杯       | イタリア杯       | オープン杯       | オープン杯       | 期間通算         | 期間通算         |
| ---------------- | ---------------- | ---------------- | ---------------- | ---------------- | --------------------------- | ---------------- | ---------------- | ---------------- | ---------------- | ---------------- | ---------------- |
| 1984-85          | ヌオレーゼ       |                  | セリエC2         | 7                | 1                           |                  |                  |                  |                  |                  |                  |
| 1985-86          | ヌオレーゼ       |                  | Int              | 24               | 9                           |                  |                  |                  |                  |                  |                  |
| 1986-87          | トレス           |                  | セリエC2         | 28               | 8                           |                  |                  |                  |                  |                  |                  |
| 1987-88          | トレス           |                  | セリエC1         | 26               | 2                           |                  |                  |                  |                  |                  |                  |
| 1988-89          | トレス           |                  | セリエC1         | 34               | 11                          |                  |                  |                  |                  |                  |                  |
| 1989-90          | ナポリ           |                  | セリエA          | 7                | 2                           |                  |                  |                  |                  |                  |                  |
| 1990-91          | ナポリ           |                  | セリエA          | 31               | 6                           |                  |                  |                  |                  |                  |                  |
| 1991-92          | ナポリ           |                  | セリエA          | 30               | 12                          |                  |                  |                  |                  |                  |                  |
| 1992-93          | ナポリ           |                  | セリエA          | 37               | 12                          |                  |                  |                  |                  |                  |                  |
| 1993-94          | パルマ           |                  | セリエA          | 37               | 19                          |                  |                  |                  |                  |                  |                  |
| 1994-95          | パルマ           |                  | セリエA          | 30               | 19                          |                  |                  |                  |                  |                  |                  |
| 1995-96          | パルマ           | 10               | セリエA          | 35               | 10                          |                  |                  |                  |                  |                  |                  |
| イングランド     | イングランド     | イングランド     | イングランド     | リーグ戦         | リーグ戦                    | FLカップ         | FLカップ         | FAカップ         | FAカップ         | 期間通算         | 期間通算         |
| 1996-97          | チェルシー       | 25               | プレミアリーグ   | 35               | 7                           |                  |                  |                  |                  |                  |                  |
| 1997-98          | チェルシー       | 25               | プレミアリーグ   | 36               | 7                           |                  |                  |                  |                  |                  |                  |
| 1998-99          | チェルシー       | 25               | プレミアリーグ   | 34               | 13                          |                  |                  |                  |                  |                  |                  |
| 1999-00          | チェルシー       | 25               | プレミアリーグ   | 35               | 6                           |                  |                  |                  |                  |                  |                  |
| 2000-01          | チェルシー       | 25               | プレミアリーグ   | 34               | 4                           |                  |                  |                  |                  |                  |                  |
| 2001-02          | チェルシー       | 25               | プレミアリーグ   | 33               | 4                           |                  |                  |                  |                  |                  |                  |
| 2002-03          | チェルシー       | 25               | プレミアリーグ   | 22               | 14                          |                  |                  |                  |                  |                  |                  |
| イタリア         | イタリア         | イタリア         | イタリア         | リーグ戦         | リーグ戦                    | イタリア杯       | イタリア杯       | オープン杯       | オープン杯       | 期間通算         | 期間通算         |
| 2003-04          | カリアリ         | 10               | セリエB          | 21               | 13                          |                  |                  |                  |                  |                  |                  |
| 2004-05          | カリアリ         | 10               | セリエA          | 23               | 9                           |                  |                  |                  |                  |                  |                  |
| 通算             | イタリア         | イタリア         | セリエA          | 230              | 89\|\|\|\|\|\|\|\|\|\|\|\|  |                  |                  |                  |                  |                  |                  |
| 通算             | イタリア         | イタリア         | セリエB          | 21               | 13\|\|\|\|\|\|\|\|\|\|\|\|  |                  |                  |                  |                  |                  |                  |
| 通算             | イタリア         | イタリア         | セリエC2         | 35               | 9\|\|\|\|\|\|\|\|\|\|\|\|   |                  |                  |                  |                  |                  |                  |
| 通算             | イタリア         | イタリア         | Int              | 24               | 9\|\|\|\|\|\|\|\|\|\|\|\|   |                  |                  |                  |                  |                  |                  |
| 通算             | イングランド     | イングランド     | プレミアリーグ   | 229              | 55\|\|\|\|\|\|\|\|\|\|\|\|  |                  |                  |                  |                  |                  |                  |
| 総通算           | 総通算           | 総通算           | 総通算           | 599              | 188\|\|\|\|\|\|\|\|\|\|\|\| |                  |                  |                  |                  |                  |                  |

### 代表での成績
出典
| イタリア代表 | 国際Aマッチ | 国際Aマッチ |
| 年           | 出場        | 得点        |
| ------------ | ----------- | ----------- |
| 1991         | 2           | 0           |
| 1992         | 1           | 0           |
| 1993         | 1           | 0           |
| 1994         | 6           | 0           |
| 1995         | 8           | 7           |
| 1996         | 8           | 0           |
| 1997         | 9           | 3           |
| 通算         | 35          | 10          |

### 監督成績
2017年4月17日現在
| クラブ                       | 就任           | 退任           | 記録 | 記録 | 記録 | 記録 | 記録   |
| クラブ                       | 就任           | 退任           | 試   | 勝   | 分   | 敗   | 勝率 % |
| ---------------------------- | -------------- | -------------- | ---- | ---- | ---- | ---- | ------ |
| ウェストハム・ユナイテッドFC | 2008年9月15日  | 2010年5月11日  | 80   | 23   | 21   | 36   | 028.75 |
| ワトフォードFC               | 2012年7月20日  | 2013年12月16日 | 75   | 33   | 15   | 27   | 044.00 |
| カリアリ・カルチョ           | 2014年12月24日 | 2015年3月9日   | 10   | 2    | 2    | 6    | 020.00 |
| アル・アラビ・ドーハ         | 2015年7月11日  | 2016年6月27日  | 26   | 10   | 5    | 11   | 038.46 |
| バーミンガム・シティFC       | 2016年12月14日 | 2017年4月17日  | 24   | 2    | 8    | 14   | 008.33 |
| 合計                         | 合計           | 合計           | 215  | 70   | 51   | 94   | 032.56 |

## 代表歴
- イタリア代表 1991-1997
  - 代表デビュー：1991年11月13日 vs ノルウェー
  - 代表通算：35試合出場 10得点

## タイトル

### 選手時代
ASDトレス・カルチョ
- セリエC2：1回（1986-87）

SSCナポリ
- セリエA：1回（1989-90）

パルマAC
- UEFAカップ：1回（1994-95）
- UEFAスーパーカップ：1回（1993）

チェルシーFC
- FAカップ：2回（1996-97、1999-2000）
- フットボールリーグカップ：1回（1997-98）
- チャリティ・シールド：1回（2000）
- UEFAカップウィナーズカップ：1回（1997-98）
- UEFAスーパーカップ：1回（1998）

個人
- ヨーロピアン・スポーツ・メディア欧州年間ベストイレブン：1回（1994-95）
- プレミアリーグ月間最優秀選手：2回（1996年12月、2002年10月）
- FWA年間最優秀選手賞：1997
- チェルシーFC年間最優秀選手：2回（1998-99、2002-03）
- イングランドサッカー殿堂（2006）

### 指導者時代
個人
- フットボールリーグ・チャンピオンシップ：1回（2013年2月）

## 栄誉
- 大英帝国勲章オフィサー（2004）